# John Pond
John Pond (Londres, 1767 — Lewisham, 7 de setembro de 1836) foi um astrônomo inglês.
Pond foi diretor do Observatório Real de Greenwich, sendo o sexto Astrônomo Real Britânico.
Foi laureado com a Medalha Copley de 1823.